# Charlotte von Stein
Charlotte von Stein, nata Charlotte Albertine Ernestine Amalia von Schardt (Eisenach, 25 dicembre 1742 – Weimar, 6 gennaio 1827), è stata una scrittrice tedesca.
Dama alla corte di Weimar, fu amica di Johann Wolfgang von Goethe e di Friedrich Schiller, i cui lavori ella influenzò particolarmente. Fu zia della scrittrice e poetessa Amalie von Imhoff.

## Biografia

### I primi anni a corte
Charlotte era figlia di Johann Wilhelm Christian von Schardt e di sua moglie, Concordia Elisabeth. Mentre suo padre era descritto come un eccentrico per la sua epoca, sua madre, di ascendenza scozzese, era una donna molto tranquilla e devota.
I suoi genitori si spostarono a Weimar quando Charlotte non era che una bambina e la prepararono ad entrare a corte come dama d'onore. Studiò quindi a tal proposito letteratura, arte, canto e danza. Malgrado la sua gracile costituzione, riuscì ad eccellere in particolare nella scrittura, pubblicando successivamente anche alcuni drammi su temi classici.
Nel 1758 Charlotte venne infine ammessa come dama d'onore della duchessa Anna Amalia di Brunswick-Wolfenbüttel rimanendo in servizio sino alla morte della duchessa nel 1807.
Il 17 maggio 1764 Charlotte sposò il barone Gottlob Ernst Josias Friedrich von Stein (1735-1793). Non fu un matrimonio d'amore, ma per ragioni politiche e sociali. Spesso Charlotte rimaneva infatti sola a Weimar, dal momento che suo marito doveva viaggiare molto come delegato del duca a Jena. Tra il 1764 ed il 1773 diede alla luce sette figli, di cui quattro figlie morirono e tre maschi (Karl, Ernst e Fritz) sopravvissero invece. Fu zia di Amalia von Helvig, scrittrice e poetessa.

### Il rapporto con Goethe
Nel 1774 Johann Wolfgang von Goethe e Charlotte von Stein si incontrarono per la prima volta a Weimar. Fu quello l'inizio di una profonda amicizia che perdurò per dodici anni. In quel periodo, Charlotte ebbe una profonda influenza nelle opere e nella vita di Goethe. Fu proprio Goethe ad accogliere in casa sua il figlio undicenne Fritz (il favorito della madre) nel maggio del 1783, e prese a cuore l'educazione del ragazzo.
Con Goethe, la von Stein visse anni molto felici all'interno di un turbine d'ideali letterari, sociali, politici e personalità di spicco come ad esempio Friedrich Schiller, Karl Ludwig Knebel e Johann Georg Zimmermann. Fu inoltre una delle più assidue corrispondenti della moglie di Schiller, Charlotte.

### Gli ultimi anni

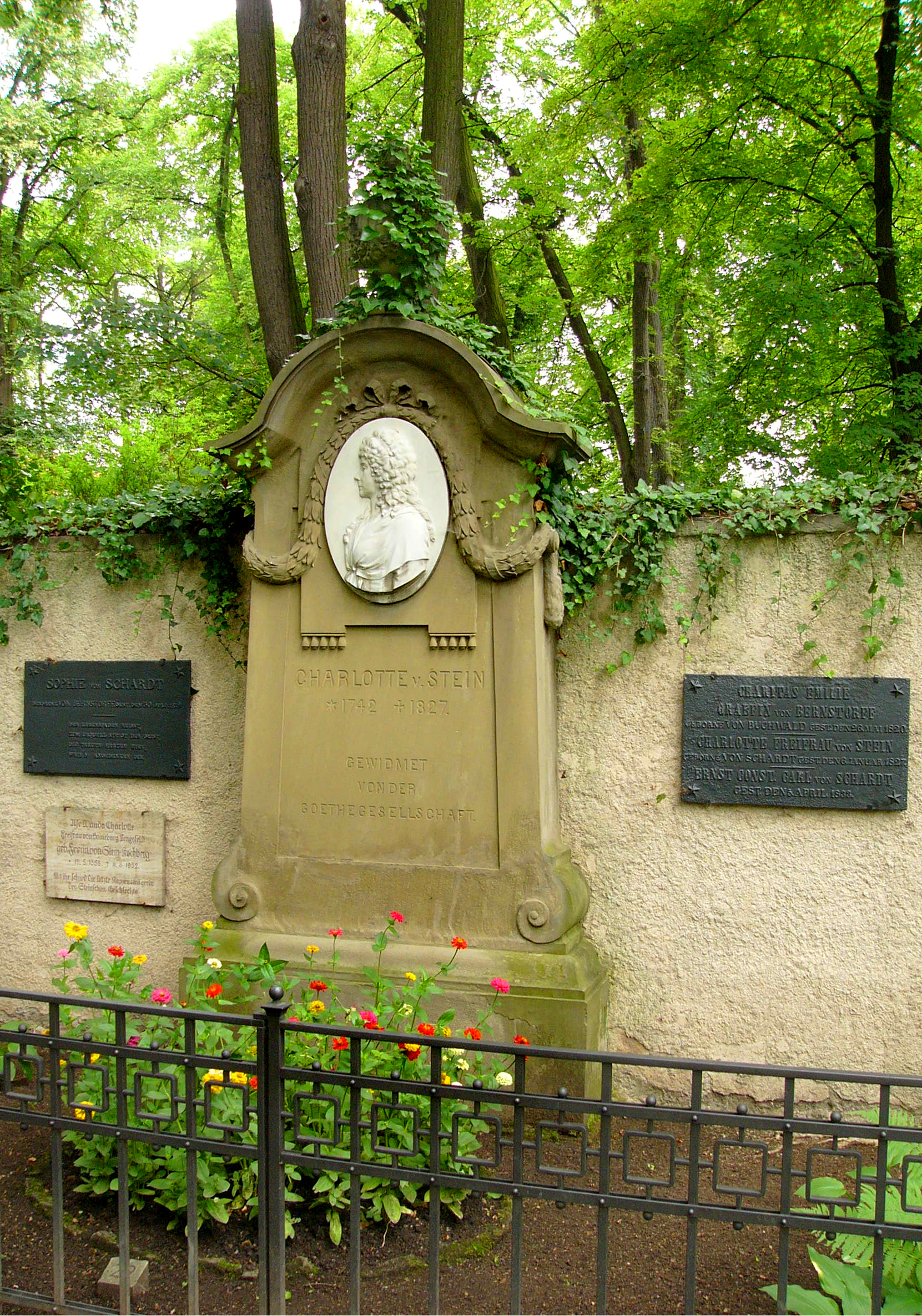
La tomba di Charlotte von Stein nel Cimitero Storico di Weimar

Nel 1786 la sua amicizia con Johann Wolfgang von Goethe si interruppe a causa dell'improvvisa partenza di quest'ultimo alla volta dell'Italia. I due si ritrovarono solo a partire dal 1800.
Dopo la morte del marito nel 1793, Charlotte si ritirò dalla vita attiva in società e divenne sempre più solitaria.
Nel 1794 scrisse il dramma Didone - un autoritratto letterario nel quale esprimeva inoltre tutto il suo disappunto per il comportamento di Goethe nei suoi confronti esattamente come aveva fatto la regina di Cartagine, abbandonata da Enea che dovette partire alla volta dell'Italia, lasciandola sola ed innamorata.
Charlotte von Stein morì il 6 gennaio 1827 all'età di 85 anni.